# رابرت مک‌وید
رابرت مک‌وید (انگلیسی: Robert McWade؛ ‏ ۲۵ ژانویهٔ ۱۸۷۲ – ۱۹ ژانویهٔ ۱۹۳۸) بازیگر تئاتر و سینما اهل ایالات متحده آمریکا بود.

## گزیده فیلم‌شناسی
- پاها به جلو (۱۹۳۰)
- سیمارون (۱۹۳۱)
- گرند هتل (۱۹۳۲)
- دیوانه سینما (۱۹۳۲)
- فراری از گروه مجرمان (۱۹۳۲)
- خیابان ۴۲ (فیلم) (۱۹۳۳)
- گروه موسیقی وارد می‌شود (۱۹۳۵)
- طلا جایی است که شما آن را پیدا می‌کنید (۱۹۳۸)